# Dios z Jerozolimy
Dios z Jerozolimy – trzydziesty pierwszy biskup Jerozolimy; sprawował urząd w 213 r.